# Friedrich Högner
Friedrich Högner (Oberwaldbehrungen, 11 juli 1897 – München, 26 maart 1981) was een Duits organist, componist en muziekpedagoog.

## Levensloop
Högner werd docent aan de Muziekhogeschool in München, waar hij onder meer de uitvoering van liturgische orgelmuziek als specialiteit had. Hij was ook Musikdirektor voor de kerken in Beieren en was betrokken bij het bouwen of restaureren van heel wat orgels.
Högner had grote invloed op jonge organisten en was ook deskundig in klokken en beiaarden.
In 1970 was hij lid van de jury voor het internationaal orgelconcours in het kader van het Musica Antiqua Festival in Brugge.

## Publicaties
- Das Lied der Soldaten, in: Neue Zeitschrift für Musik, Maart 1940
- Max Reger und die deutsche Orgelbewegung, in: Ars Organi Heft 32, Juni 1968 - pp.1153-1158
- Personliche Erinnerungen an Karl Straube, in: Gottesdienst und Kirchenmusik 5 (September-October 1972)
- Hundert Jahre G. F. Steinmeyer & Co 1847–1947, C. H. Beck’sche Buchdruckerei, Nördlingen 1947

## Composities
- Resonet in laudibus
- Du Meine Seele Singe
- Fantasia super H. C. fuer orgel
- Praeludium f moll fuer orgel
- Zwei Trauungsgesänge und Tauflied für Singstimme, Violine und Orgel

- Bibliothèque nationale de France: cb14828838b (data)
- Gemeinsame Normdatei: 116926201
- International Standard Name Identifier: 0000 0000 8145 1698
- Library of Congress Control Number: n87111280
- Nationale Bibliotheek van Tsjechië: xx0161740
- Virtual International Authority File: 65223834
- WorldCat: E39PBJkXBFCpTDTjhgTQ4jC4v3